# Европейски път E48
Европейски път Е48 е европейски автомобилен маршрут от категория А, свързващ градовете Швайнфурт (Германия) и Прага (Чехия). Дължината на маршрута е 366 km.

## Маршрут
Маршрутът на Е48 преминава през две европейски страни:
- Германия

-  Швайнфурт – Байройт
- B303 Байройт – Марктредвиц – Ширндинг (граница)

- Чехия:

- D6/6 Помези над Охржи (граница) – Хеб – Карлови Вари – Прага

Е48 се пресича със следните маршрути:
| - E51 - E49 - E442 - E55 | - E65 - E50 - E59 - E67 |

## Галерия
- Е48 между Хеб и Карлови Вари, Чехия
- Е48 между Швайнфурт и Байройт, Германия
- Мост западно от Бамберг, Германия